# Mercato di donne
Mercato di donne (A Perilous Journey) è un film del 1953 diretto da R.G. Springsteen.
È un film western a sfondo avventuroso statunitense con Vera Ralston, David Brian e Scott Brady. È basato sul romanzo del 1940 The Golden Tide di Vingie E. Roe.

## Produzione
Il film, diretto da R.G. Springsteen su una sceneggiatura di Richard Wormser e un soggetto di Vingie E. Roe, fu prodotto da Herbert J. Yates per la Republic Pictures e girato da fine novembre a fine dicembre 1952. Tra i titoli di lavorazione  A Perilous Voyage e  The Golden Tide.

## Colonna sonora
- On the Rue De La Paix -  musica di Victor Young,  parole di Edward Heyman,  cantata da Vera Ralston
- Bon Soir -  musica di Victor Young,  parole di Edward Heyman,  cantata da Vera Ralston
- California -  musica di Victor Young,  parole di Edward Heyman,  cantata da Vera Ralston
- Abide With Me -  scritta da Henry F. Lyte e William H. Monk,  cantata da Eileen Christy

## Distribuzione
Il film fu distribuito con il titolo A Perilous Journey negli Stati Uniti dal 5 aprile 1953 al cinema dalla Republic Pictures.
Altre distribuzioni:
- in Australia il 10 luglio 1953
- in Turchia nel novembre del 1953 (Macera yolculari)
- in Danimarca il 30 marzo 1959 (Med kvinder i lasten)
- in Belgio (Cargo de femmes e Vrouwen cargo)
- in Brasile (O Manto da Perdição)
- in Italia (Mercato di donne)

## Promozione
La tagline è: Strange cargo of women! Bartered for gold...and a daring swashbuckler! .